# Ron Leibman
Ron Leibman (New York, 11 oktober 1937 - aldaar, 6 december 2019) was een Amerikaans acteur en scenarioschrijver.

## Biografie
Leibman studeerde aan de Ohio Wesleyan University in Delaware (Ohio), en haalde in 1958 zijn diploma.
Leibman begon met acteren in Off-Broadway theaters, in 1963 maakte hij zijn debuut op Broadway met het toneelstuk Dear Me, The Sky is Falling. Hierna speelde hij nog meerdere rollen in het theater. In 1993 won hij een Tony Award met zijn rol in het toneelstuk Angels in America: Millennium Approaches. 
Leibman begon in 1963 met acteren voor televisie met de televisieserie The DuPont Show of the Week. Hierna vertolkte hij nog meerdere rollen in televisieseries en films zoals The Edge of Night (1964), Norma Rae (1979), Kaz (1978-1979), Central Park West (1995-1996), Law & Order: Special Victims Unit (2001), Garden State (2004) en Friends (1996-2004). 
Leibman was van 1969 tot en met 1981 getrouwd met Linda Lavin. In 1983 trouwde hij met Jessica Walter.

## Prijzen
- 1987 Golden Globe in de categorie Beste Optreden door een Acteur in een Bijrol met de film Christmas Dove – genomineerd.
- 1985 Razzie Awards in de categorie Slechtste Acteur in een Bijrol met de film Rhinestone – genomineerd.
- 1979 Emmy Awards in de categorie Uitstekende Hoofdacteur in een Dramaserie met de televisieserie Kaz – gewonnen.

## Filmografie

### Films
Selectie:
- 2004 Garden State – als dr. Cohen
- 1984 Rhinestone – als Freddie
- 1979 Norma Rae – als Reuben
- 1972 Slaughterhouse-Five – als Paul Lazzaro
- 1972 The Hot Rock – als Murch
- 1970 Where's Poppa? – als Sidney Hocheiser

### Televisieseries
Uitgezonderd eenmalige gastrollen.
- 2013 – 2016 Archer – als Ron Cadillac (stem) – 9 afl.
- 2006 The Sopranos – als dr. Lior Plepler – 3 afl.
- 1996 – 2004 Friends – als dr. Leonard Green – 4 afl.
- 1998 – 2002 Holding the Baby – als Stan Peterson – 13 afl.
- 2001 Law & Order: Special Victims Unit – als Stan Villani – 4 afl.
- 1995 – 1996 Central Park West – als Allen Rush – 21 afl.
- 1991 – 1992 Pacific Station – als Al Burkhardt – 13 afl.
- 1978 – 1979 Kaz – als Martin Kazinsky – 23 afl.
- 1964 The Edge of Night – als Johnny – ? afl.

### Scenarioschrijver
- 1985 Comedy Factor – televisieserie – 1 afl.
- 1983 Dusty – film
- 1978 – 1979 Kaz – televisieserie – 23 afl.

## Theaterwerk opBroadway
- 1993 – 1994 Angels in America: Perestroika – als Roy Cohn
- 1993 – 1994 Angels in America: Millennium Approaches – als Roy Cohn
- 1988 – 1990 Rumors – als Lenny Ganz
- 1985 – 1986 Doubles – als Lennie
- 1980 – 1981 I Ought to Be in Pictures – als Herb
- 1969 Cop-Out – als ??
- 1968 We Bombed in New Haven – als sergeant Henderson
- 1964 The Deputy – als kapitein Salzer
- 1963 Bicycle Ride to Nevada – als Rip Calabria
- 1963 Dear Me, The Sky is Falling – als Peter Nemo

- Bibsys: 14033013
- Biblioteca Nacional de España: XX1573549
- Bibliothèque nationale de France: cb14198201k (data)
- Catàleg d'autoritats de noms i títols de Catalunya: 981058508442806706
- Gemeinsame Normdatei: 1020773545
- International Standard Name Identifier: 0000 0000 5933 4460
- Library of Congress Control Number: no97006859
- Nationale Bibliotheek van Tsjechië: xx0165152
- Nationale Bibliotheek van Israël: 987007441029005171
- Nederlandse Thesaurus van Auteursnamen: 07334530X
- Système universitaire de documentation: 155251694
- Virtual International Authority File: 221766
- WorldCat: E39PBJgd64Qbkb8HpWBQtrt7pP